# Parque natural nacional de Prípiat-Stojid
El parque natural nacional de Prípiat-Stojid (en ucraniano: Національний природний парк «Прип'ять-Стохід») fue creado el 13 de agosto de 2007 para proteger y unificar una serie de complejos naturales de los valles de los ríos Prípiat y Stojid al noroeste de Ucrania. El parque proporciona áreas de protección, investigación y recreación representativas de los prados y humedales de la región de la biosfera de Polesia. El parque alberga dos humedales Ramsar de importancia internacional y se unen en un humedal Ramsar transfronterizo con Bielorrusia. El parque está situado en el distrito administrativo (raión) de Liubeshiv en el óblast de Volinia.

## Topografía
La topografía del parque está formada por humedales llanos a lo largo de los ríos Prípiat y Stojid. Esto lo sugiere el nombre de Stojid, que significa «río de cien movimientos». El parque corre a lo largo de la frontera con Bielorrusia al norte. Aguas abajo, las aguas filtradas del área desembocan en el río Dniéper y atraviesan el centro de Ucrania. Los límites exteriores tienen una forma larga y delgada, que se extiende de oeste a este durante 50 kilómetros y de norte a sur un promedio de 10 kilómetros.

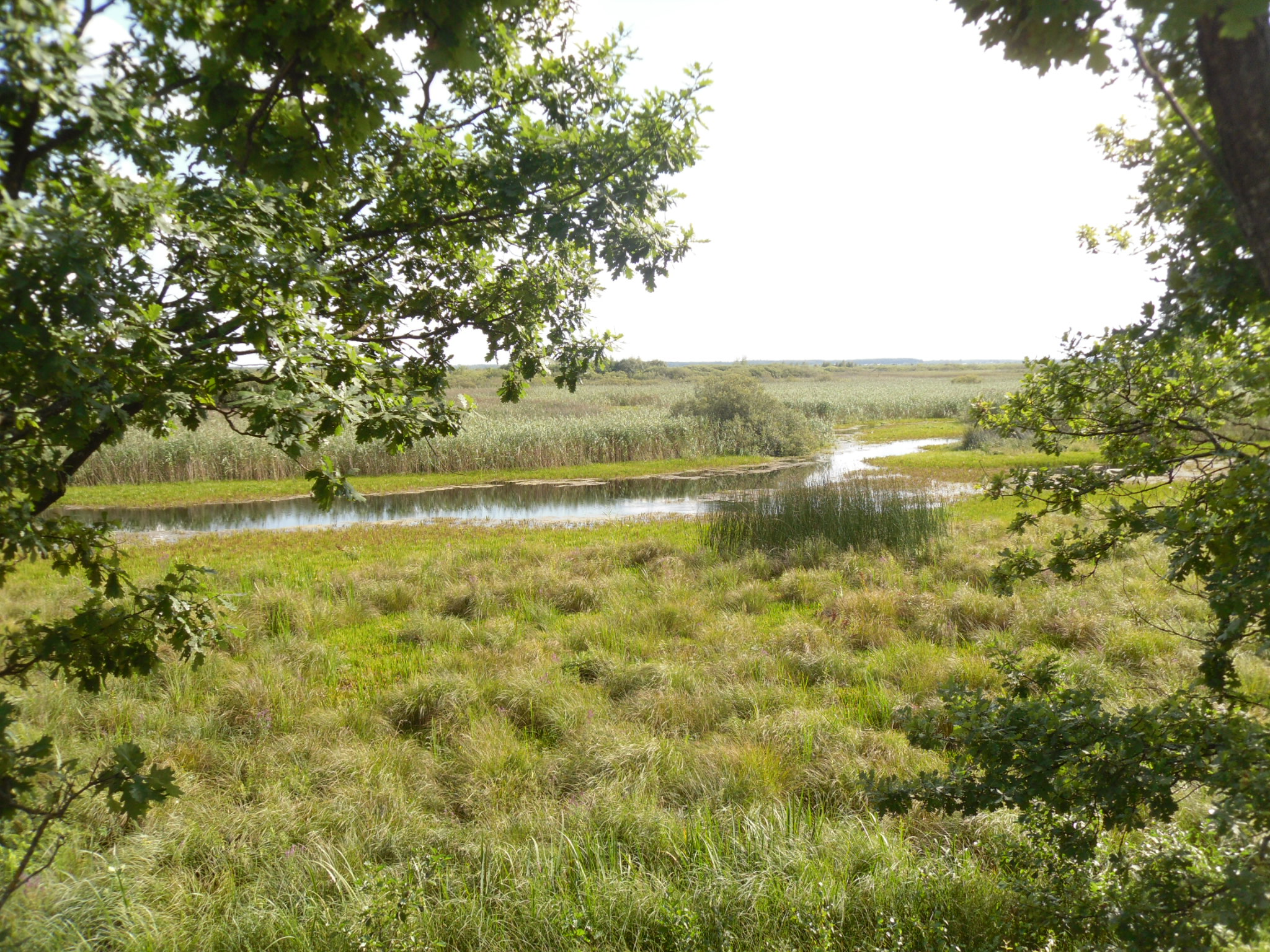
Llanura aluvial del río Prípiat en el parque

## Clima y ecorregión
El clima del parque es Clima continental húmedo, con veranos cálidos (clasificación climática de Köppen (Dfb)). Este clima se caracteriza por grandes diferencias estacionales de temperatura y un verano cálido (al menos cuatro meses con un promedio de más de 10 °C (50,0 °F), pero ningún mes con un promedio de más de 22 °C (71,6 °F). Las precipitación en el parque son de unos 600 milímetros (23,6 plg) al año.
El parque natural nacional de Prípiat-Stojid está situado en la ecorregión de bosques mixtos de Europa central, un bosque templado de frondosas que cubre gran parte del noreste de Europa, desde Alemania hasta Rusia.

## Flora y fauna
Los pantanos cubren el 43 % del parque, los bosques y las tierras bajas el 35 %, los matorrales el 16 % y el 6 % restante se corresponde con cursos de agua. Debido a la rica diversidad de hábitats (pantanos, ciénagas, turberas, islas ribereñas, etc.), el parque exhibe una gran biodiversidad, incluidas más de 800 especies de plantas superiores y 220 especies de vertebrados, incluidas 60 especies de mamíferos y 220 especies de aves. Se registran más de 150 000 aves acuáticas durante el periodo de migración anual.

## Uso público

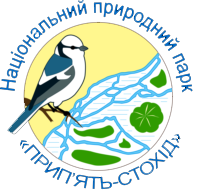
Logo del parque

Rutas en bicicleta rodean el parque, con recorridos de 1 a 5 días, y una extensa red de rutas de senderismo para excursiones de un día o excursiones guiadas de varios días. El parque patrocina el «turismo rural verde», que incluye la posibilidad de visitar los pueblos rurales de la zona o alquilar una finca rural. Hay dos rutas acuáticas con visitas guiadas en kayaks y pequeñas embarcaciones.